# 552

## Esdeveniments
- Desembarcament romà d'Orient al sud d'Hispania que marca l'inici de la província romana d'Orient d'Espània.[1]
- S'introdueix el budisme al Japó